# Leptothorax scabripes
Leptothorax scabripes är en myrart som först beskrevs av Mann 1920.  Leptothorax scabripes ingår i släktet smalmyror, och familjen myror. Inga underarter finns listade i Catalogue of Life.